# فرهاد خير خواه
فرهاد خير خواه (25 مارس 1984 بساوة في إيران - ) هو لاعب كرة قدم إيراني في مركز الهجوم. لعب مع نادي باس همدان ونادي برسبوليس ونادي تراكتور سازي ونادي سرخبوشان دلوارافزار ونادي شهرداري تبريز ونادي نساجي مازندران ونادي مشكي بوشان.